# Тайлър Лабийн
Тайлър Шон Лабийн (на английски: Tyler Sean Labine) (роден на 29 април 1978 г.) е канадски актьор и комик. Познат е с ролите си в сериалите „Брекър Хай: На гребена на вълната“, „Нашествие“ и „Жътварят“.

## Частична филмография

### Филми
- 2003: „Дъщерята на шефа“
- 2006: „Ескадрилата“
- 2010: „Тъкър и Дейл срещу злото“
- 2011: „Възходът на планетата на маймуните“

### Телевизия
- 1994: „Страх ли те е от тъмното?“
- 1996–2016: „Досиетата Х“
- 1997: „Хилядолетие“
- 1997–1998: „Брекър Хай: На гребена на вълната“
- 1998: „Скъпа, смалих децата“
- 1999: „Първата вълна“
- 1999: „Студени досиета“
- 2000: „Безсмъртен“
- 2000–2001: „Екшън Мен“
- 2001: „Ангел на мрака“
- 2003: „Зоната на здрача“
- 2003: „Разследването на Да Винчи“
- 2003–2004: „Джейк 2.0“
- 2004–2005: „Кевин Хил“
- 2005–2006: „Нашествие“
- 2006: „Адвокатите от Бостън“
- 2007: „Травълър“
- 2007–2009: „Жътварят“
- 2010: „Баща под наем“
- 2011: „Щура любов“
- 2014: „Лекар на повикване“

## Личен живот
На 2 юни 2007 г. Лабийн се жени за Кери Рушински, от която има две деца.